# Jantar (1892)
Jantar – niewielki rzeczny statek pasażerski, zbudowany w 1892 w Elblągu, pływający pod polską banderą od 1945, najstarszy eksploatowany statek pasażerski w Polsce.

## Historia
Jednostka zbudowana w 1892 w stoczni Ferdynanda Schichaua w Elblągu, numer budowy 479, jako statek holowniczo-transportowy dla armatora Dampschiffs Reederei für Fluss und Haffschiffahrt August Zedler Elbing. Ochrzczony jako „Martha”, operował głównie w obrębie Kanału Ostródzko-Elbląskiego. Około 1907 nabyty przez przedsiębiorstwo H. Schröeter & Co., Elbing. Eksploatowany bez zmiany nazwy i obszaru działania. W 1911 r. „Marthę” wciągnięto do wykazu jednostek przeznaczonych do mobilizacji na wypadek działań wojennych, jako miejsce stacjonowania wskazano Grudziądz.
Około 1925 statek stał się własnością Ottona Gottschalka i jego syna Alberta z Dzierzgonki nad jeziorem Druzno. W marcu 1945 został odnaleziony nieuszkodzony w szuwarach tegoż jeziora. Jednostkę przejął Państwowy Zarząd Wodny w Elblągu i zmienił nazwę na „Błażej”. W lipcu tego roku statek został oddany do remontu w elbląskiej Stoczni Nr 17.
11 listopada 1954 Centralny Zarząd Dróg Wodnych polecił przekazać „Błażeja” do dyspozycji Rejonu Dróg Wodnych w Bydgoszczy, co nastąpiło w maju 1955, pracował tam cztery lata. Następnie, staraniem pedagogów Zenona Wiatra i Juliusza Gudzia, Ministerstwo Żeglugi przekazało statek Technikum Budowlanemu w Poznaniu. W 1963 jednostka przemianowana na „Jantar” rozpoczęła rejsy szkoleniowo-turystyczne z młodzieżą szkolną po Warcie oraz jeziorach: Ślesińskim i po Gople. „Jantar” pływał z młodzieżą na wycieczki oraz na obozy wodne. W tym czasie stał się własnością Zespołu Szkół Budowlanych nr 4 w Poznaniu.
W 1981 statek został wycofany z eksploatacji i przeznaczony do złomowania. Wyremontowany staraniem Spółdzielni Surowców Wtórnych „Surmet” z Poznania, po przywróceniu do eksploatacji woził pracowników zakładu na wycieczki. Cumował przy śluzie nr 2 w Pątnowie nad Kanałem Ślesińskim.
W 2006 armator, Spółdzielnia Surowców Wtórnych podjęła decyzję o złomowaniu jednostki. Statek odkupili fascynaci starych jednostek pływających i właściciele statku Zgłowięda (1926), bracia Waldemar i Jerzy Matuszakowie.
Aktualnie (2024) armatorem statku jest PHU „MAT” z Bydgoszczy, należący do braci Waldemara i Jerzego Matuszaków.

## Konstrukcja
Kadłub stalowy, nitowany z blach o grubości 5 mm. Statek ma smukły, mierzący zaledwie 3,3 m szerokości kadłub (3,0 m na wręgach), co jest wymuszone jego pierwotnym przeznaczeniem – operowaniem wzdłuż Kanału Elbląskiego, co wymagało m.in. niewielkiego zanurzenia oraz małej masy i wymiarów jednostek, przemieszczanych systemem pochylni na szynach, oraz wąskiego kadłuba, mieszczącego się w śluzach Kanału Elbląskiego. Długość pierwotnie 26,49 m, zmieniała się po kolejnych remontach – w 1912 r. wynosiła 26,42 m, w 1945 r. – 26,20 m, a od 1952 r. – 26,50 m. Zanurzenie cały czas wynosiło 0,6 m.
Początkowo napędzany dwucylindrową pionową maszyną parową podwójnego rozprężania pochodzącą z zakładów Schichaua w Elblągu. Średnica cylindrów wynosiła 160 i 280 mm, skok 215 mm, moc 50 kM przy 250 obr./min. Maszynę zmieniono na 60-konny silnik Diesla marki Henschel (najprawdopodobniej w 1959). Trzecim silnikiem, od 1964, jest czterocylindrowy Diesel Škoda 4L110 o mocy 60 KM.
Statek wyposażony jest w 4 kajuty dla 12 osób i jedną dla załogi, dwie ubikacje i zbiornik na fekalia o pojemności 200 litrów, dwa prysznice, dwie ubikacje chemiczne i dwie umywalki. Zapas wody pitnej wynosi 2000 litrów w dwóch zbiornikach (2 × 1000 l), zapas paliwa 700 litrów.